# 아이슬란드 핸드볼 국가대표팀

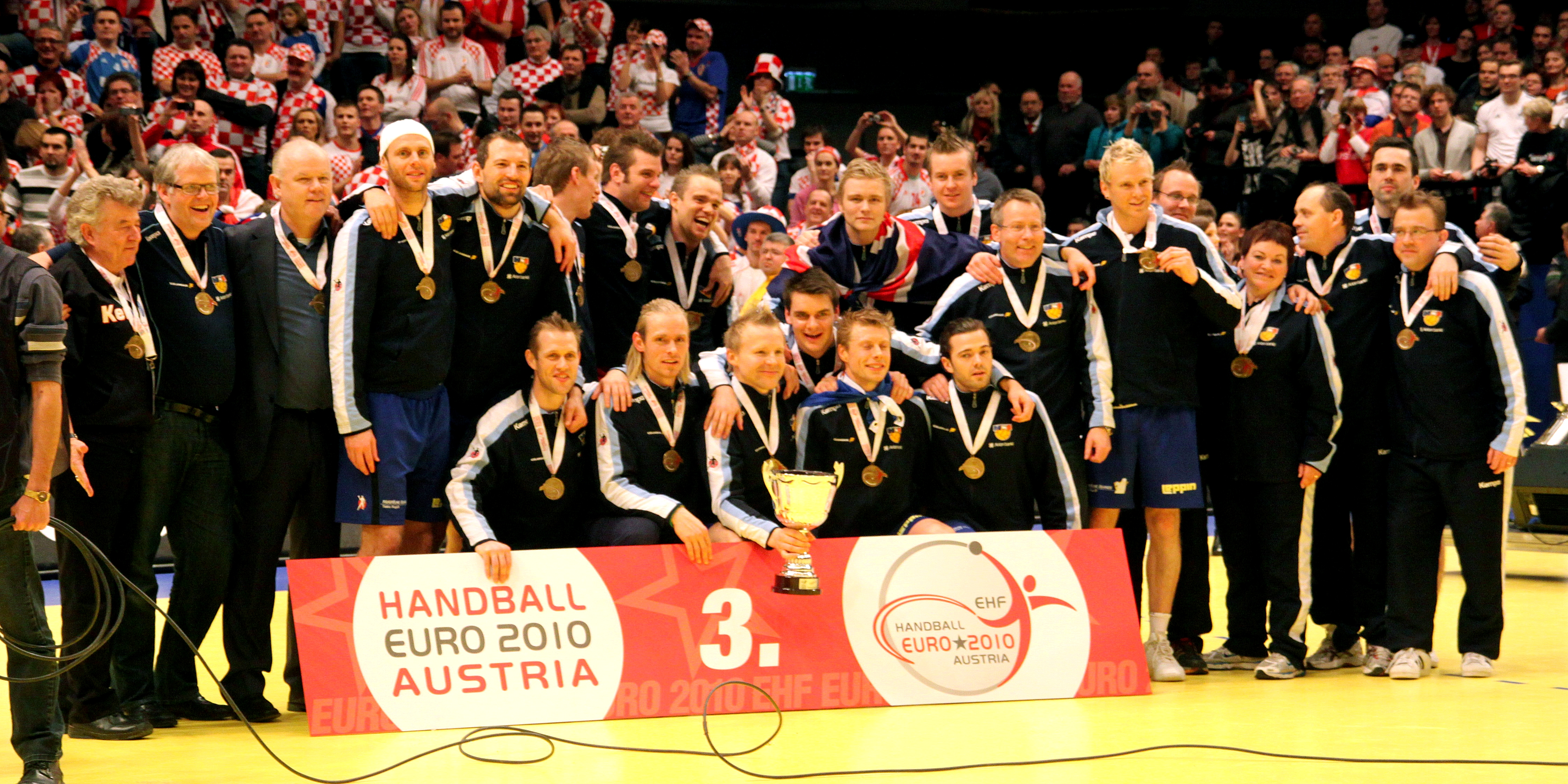

아이슬란드 핸드볼 국가대표팀(아이슬란드어: Íslenska landsliðið í handknattleik)은 아이슬란드를 대표하여 국제 경기에 참가하는 핸드볼 국가대표팀이며, 아이슬란드 핸드볼 협회가 운영하고 있다.